# Чепеловац
Чепеловац је насељено место у саставу града Ђурђевца у Копривничко-крижевачкој жупанији, Република Хрватска.

## Историја
До територијалне реорганизације у Хрватској налазио се у саставу старе општине Ђурђевац.

## Становништво
На попису становништва 2011. године, Чепеловац је имао 345 становника.

## Попис1991.
На попису становништва 1991. године, насељено место Чепеловац је имало 462 становника, следећег националног састава:
| Попис 1991.‍  | Попис 1991.‍  | Попис 1991.‍ | Попис 1991.‍ | Попис 1991.‍ |
| ------------ | ------------ | ----------- | ----------- | ----------- |
|              |              |             |             |             |
| Хрвати       | Хрвати       |             | 440         | 95,23%      |
| Југословени  | Југословени  |             | 3           | 0,64%       |
| Срби         | Срби         |             | 2           | 0,43%       |
| Македонци    | Македонци    |             | 1           | 0,21%       |
| Словенци     | Словенци     |             | 1           | 0,21%       |
| неопредељени | неопредељени |             | 3           | 0,64%       |
| непознато    | непознато    |             | 12          | 2,59%       |
| укупно: 462  |              |             |             |             |